# Jean Barbier
Pour les articles homonymes, voir Barbier et Jean Barbier (homonymie).

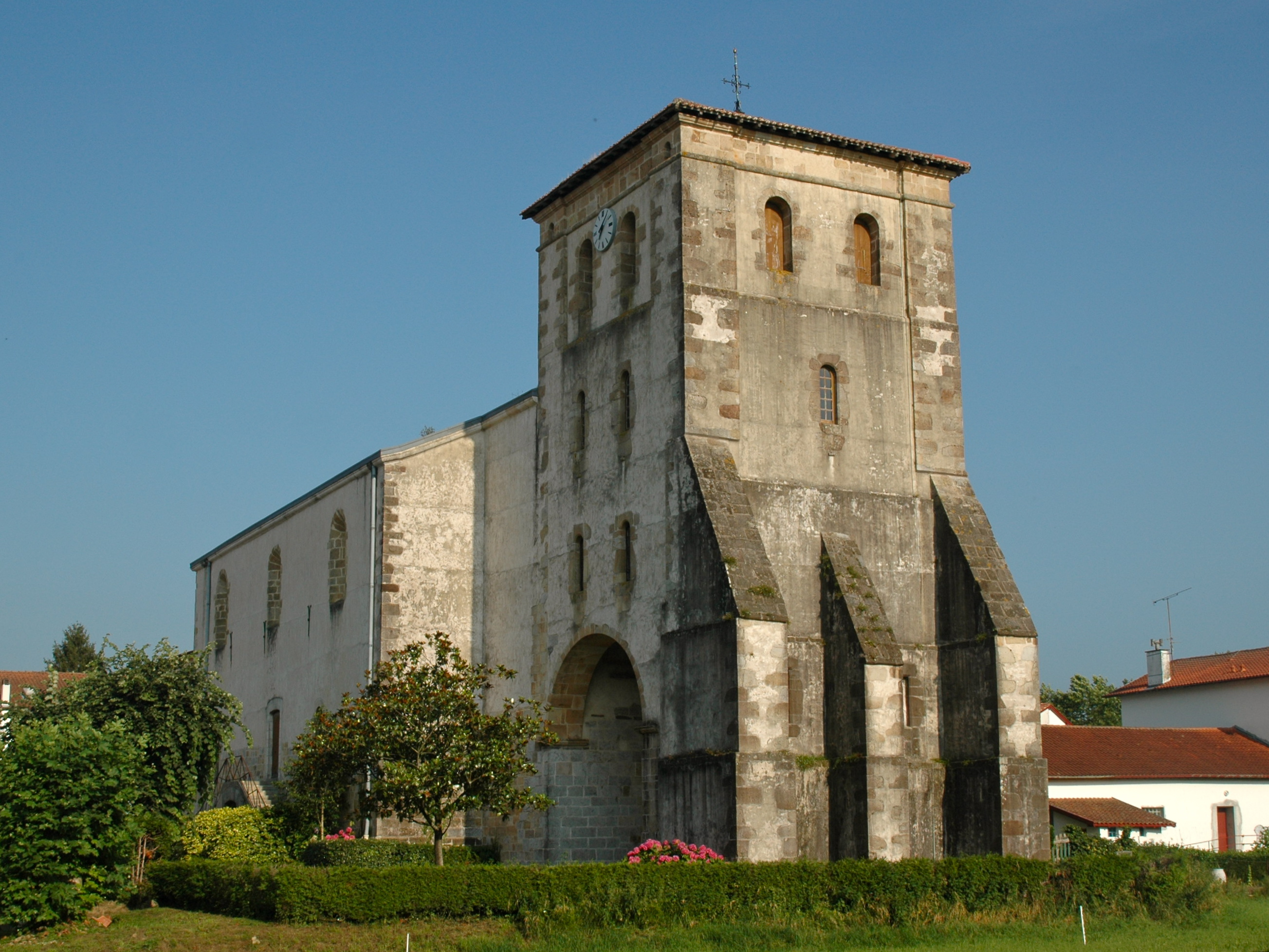
L'église Saint-Pierre de Saint-Pée-sur-Nivelle, dont Jean Barbier fut le curé

Jean Barbier, né le 9 juillet 1875 à Saint-Jean-Pied-de-Port et mort le 31 octobre 1931 à Saint-Pée-sur-Nivelle, est un prêtre et écrivain français, d'expression navarro-labourdine.

## Biographie

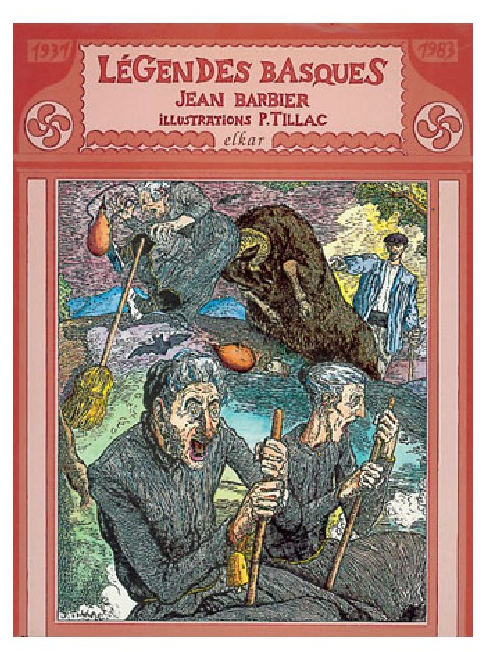
Légendes basques

S'intéressant à la tradition et à la littérature basque, l'abbé Jean Barbier, curé de Saint-Pée-sur-Nivelle fait partie d'un groupe d'écrivains particulièrement actifs autour de Bayonne, dans les années 1920-1930, pour tenter de faire vivre une authentique littérature basque. Il collabore régulièrement à l'hebdomadaire navarro-labourdin Eskualduna, à la revue Gure Herria depuis sa fondation en 1921. Il participe à la création et aux débats de l'Euskaltzaindia, académie de la langue basque. Ses premières éditions sont des traductions d'ouvrages religieux : Ami Birjina Lurden (« La Vierge Marie de Lourdes »), de l'abbé Provost (1920).
Il publie dans Gure Herria des contes qu'il recueille lui-même, citant les noms de ses informateurs, et réunit une importante collecte qui sera publiée plus tard en recueil. Supazter Chokoan (« Au coin du feu ») (1925), comprenant 4 textes de théâtre, une longue poésie, et 25 contes et récits. Puis, en 1929, Ichtorio-Michterio, un recueil de contes et légendes. En 1930, cet ouvrage est édité avec les traductions françaises et des illustrations de Pablo Tillac, chez Delagrave, sous le titre Légendes du Pays basque d'après la tradition. C'est son recueil définitif, qui le place d'emblée parmi les grands collecteurs de contes basques, avec Julien Vinson, Jean-François Cerquand, Wentworth Webster...
En 1926, il publie un roman, Piarres, avec une préface d'Oxobi (Jules Moulier), qui a été pré-publié dans Gure Herria. Tiré à 400 exemplaires, il est rapidement épuisé. La seconde partie de Piarres paraît en 1930.

## Œuvres
- Supazter Chokoan, 1925, A. Foltzer ;
- Ichtorio-Michterio, 1929, Bayonne, Imprimerie du Courrier ;
- Légendes du Pays basque d'après la tradition, illustrations de P. Tillac, 1930, Delagrave, Paris. Rééd. Elkar, Donostia, Bayonne, 1983 ;
- Piarres, 2 vol. (1926-1930)
- Antxitxarburu-ko buhamiak, 1971, Ikas ;
- Ixtorio-mixtorio ipuin-mipuinak, 1990, Labayru .

### Théâtre
- Sorgiñak. Bi zatikiko Antzerkia, 1931, Leizaola.